# Unione Calcio AlbinoLeffe 2005-2006
Questa pagina raccoglie i dati riguardanti l'Unione Calcio AlbinoLeffe nelle competizioni ufficiali della stagione 2005-2006.

## Stagione
Nella stagione 2005-2006 la squadra seriana mantiene la categoria vincendo i Play-out contro l'Avellino. Durante la stagione regolare si era piazzata al diciottesimo posto con 46 punti. Il torneo dei bergamaschi è iniziato con l'allenatore Vincenzo Esposito, ma si è trattato di un campionato duro e difficile, così a fine gennaio, con l'Albinoleffe terz'ultimo con 21 punti, a farne le spese è stato il tecnico, che è stato sostituito da Emiliano Mondonico. Il tecnico cremonese ha guidato con esperienza i biancoazzurri, prima verso lo spareggio dei Play-out, e poi vincendoli contro l'Avellino, ha permesso ai bergamaschi di mantenere la categoria cadetta.
I migliori marcatore in campionato sono stati Roberto Bonazzi, Inácio Joelson, Pierre Giorgio Regonesi ed Emiliano Testini con 5 centri ciascuno. A seguire Mauro Minelli con 4; poi Luca Belingheri e Vincenzo Iacopino con 3; Mirco Poloni e Salgado con 2; Nello Russo e Marco Gori con 1 rete. Nella Coppa Italia che in questa edizione, la numero 57, è ritornata nei primi turni ad essere a eliminazione diretta, i seriani si sono sbarazzati nel primo turno della Pro Patria, mentre nel secondo turno sono stati eliminati dal torneo dal Manfredonia.

## Rosa
| N. |                    | Ruolo | Calciatore                |
| -- | ------------------ | ----- | ------------------------- |
| 1  | Italia (bandiera)  | P     | Matteo Gritti             |
| 1  | Italia (bandiera)  | P     | Paolo Comi                |
| 2  | Italia (bandiera)  | C     | Alessandro Diamanti       |
| 3  | Italia (bandiera)  | D     | Pierre Giorgio Regonesi   |
| 4  | Italia (bandiera)  | C     | Filippo Carobbio          |
| 4  | Italia (bandiera)  | C     | Luca Belingheri           |
| 5  | Italia (bandiera)  | D     | Damiano Sonzogni          |
| 6  | Italia (bandiera)  | D     | Marco Teani               |
| 7  | Italia (bandiera)  | C     | Matteo Beretta            |
| 7  | Cile (bandiera)    | A     | Mario Salgado             |
| 8  | Italia (bandiera)  | C     | Ivan Del Prato (capitano) |
| 9  | Brasile (bandiera) | A     | Joelson Josè Inacio       |
| 10 | Italia (bandiera)  | A     | Roberto Bonazzi           |
| 11 | Italia (bandiera)  | C     | Emiliano Testini          |
| 13 | Italia (bandiera)  | D     | Valerio Di Cesare         |
| 14 | Italia (bandiera)  | D     | Ruben Garlini             |
| 16 | Italia (bandiera)  | C     | Nicola Madonna            |
| 17 | Italia (bandiera)  | C     | Giulio Fogaroli           |

| N. |                   | Ruolo | Calciatore           |
| -- | ----------------- | ----- | -------------------- |
| 18 | Italia (bandiera) | C     | Marco Gorzegno       |
| 18 | Italia (bandiera) | C     | Vincenzo Iacopino    |
| 19 | Italia (bandiera) | P     | Paolo Acerbis        |
| 20 | Italia (bandiera) | D     | Mauro Minelli        |
| 21 | Italia (bandiera) | C     | Marco Gori           |
| 22 | Italia (bandiera) | C     | Giulio Vezzoli       |
| 23 | Italia (bandiera) | C     | Mirco Poloni         |
| 24 | Italia (bandiera) | D     | Gabriele Perico      |
| 25 | Italia (bandiera) | D     | Alessandro Dal Canto |
| 28 | Italia (bandiera) | A     | Nello Russo          |
| 29 | Italia (bandiera) | C     | Roberto Previtali    |
| 30 | Italia (bandiera) | D     | Daniel Bombardieri   |
| 32 | Italia (bandiera) | D     | Riccardo Colombo     |
| 33 | Italia (bandiera) | D     | Mauro Belotti        |
| 51 | Italia (bandiera) | A     | Christian Araboni    |
| 79 | Italia (bandiera) | P     | Paolo Ginestra       |
| 87 | Italia (bandiera) | A     | Massimiliano Pesenti |
| 99 | Italia (bandiera) | P     | Achille Coser        |

## Risultati

### Serie B

#### Girone di andata
| Arbitro: | Herberg (Messina) |

|                                |           |                               |
| Bonazzi 29’ (rig.) Testini 67’ | Marcatori | 49’ Ricchiuti 79’ Moscardelli |

| Arbitro: | Marelli (Como) |

|             |           |  |
| Galasso 56’ | Marcatori |  |

| Bergamo 8 settembre 2005, ore 20:30 3ª giornata | AlbinoLeffe               | 0 – 0 | Cremonese | Stadio Atleti Azzurri d'Italia\| Arbitro: \| Dondarini (Finale Emilia) \| |
| Arbitro:                                        | Dondarini (Finale Emilia) |       |           |                                                                           |

| Arbitro: | Pantana (Macerata) |

|             |           |  |
| Fantini 16’ | Marcatori |  |

| Arbitro: | Gava (Conegliano) |

|           |           |             |
| Tulli 16’ | Marcatori | 18’ Testini |

| Bergamo 20 settembre 2005, ore 20:30 6ª giornata | AlbinoLeffe          | 0 – 0 | Modena | Stadio Atleti Azzurri d'Italia\| Arbitro: \| Gabriele (Frosinone) \| |
| Arbitro:                                         | Gabriele (Frosinone) |       |        |                                                                      |

| Arbitro: | Ciampi (Roma) |

|                  |           |  |
| Ganci 72’ (rig.) | Marcatori |  |

| Arbitro: | Palanca (Roma) |

|                         |           |                            |
| Bonazzi 43’ Joelson 59’ | Marcatori | 75’ Possanzini 83’ Mannini |

| Arbitro: | Tombolini (Ancona) |

|                         |           |  |
| Ventola 28’, 58’ (rig.) | Marcatori |  |

| Arbitro: | Brighi (Cesena) |

|                         |           |  |
| Bonazzi 17’ (rig.), 52’ | Marcatori |  |

| Arbitro: | Marelli (Como) |

|                             |           |  |
| Regonesi 23’ Belingheri 55’ | Marcatori |  |

| Verona 25 ottobre 2005, ore 20:30 12ª giornata | Verona              | 0 – 0 | AlbinoLeffe | Stadio Marcantonio Bentegodi\| Arbitro: \| Giannoccaro (Lecce) \| |
| Arbitro:                                       | Giannoccaro (Lecce) |       |             |                                                                   |

| Bergamo 29 ottobre 2005, ore 16:00 13ª giornata | AlbinoLeffe        | 0 – 0 | Catanzaro | Stadio Atleti Azzurri d'Italia\| Arbitro: \| Preschern (Mestre) \| |
| Arbitro:                                        | Preschern (Mestre) |       |           |                                                                    |

| Arbitro: | Gava (Conegliano) |

|                                   |           |  |
| Floro Flores 52’ Abbruscato 90+2’ | Marcatori |  |

| Arbitro: | Ciampi (Roma) |

|  |           |                                                    |
|  | Marcatori | 55’ (rig.) Salvetti 69’ Bernacci 90+1’ Ciaramitaro |

| Arbitro: | Squillace (Catanzaro) |

|                                                     |           |             |
| M. Anaclerio 45+1’ Santoruvo 53’ L. Anaclerio 90+1’ | Marcatori | 44’ Minelli |

| Arbitro: | Herberg (Messina) |

|                         |           |                              |
| Testini 18’ Bonazzi 70’ | Marcatori | 15’ Vignaroli 90+2’ Bellucci |

| Arbitro: | Palanca (Roma) |

|            |           |  |
| Caridi 32’ | Marcatori |  |

| Arbitro: | Saccani (Mantova) |

|  |           |              |
|  | Marcatori | 49’ Vitiello |

| Arbitro: | Lops (Torino) |

|                                |           |  |
| N. Ferrari 5’ Sedivec 16’, 62’ | Marcatori |  |

| Arbitro: | Brighi (Cesena) |

|                         |           |                                   |
| Joelson 52’ M. Gori 79’ | Marcatori | 77’ (aut.) Garlini 90+4’ Del Core |

#### Girone di ritorno
| Arbitro: | Gava (Conegliano) |

|               |           |  |
| Di Giulio 54’ | Marcatori |  |

| Arbitro: | Preschern (Mestre) |

|              |           |  |
| Regonesi 88’ | Marcatori |  |

| Cremona 17 gennaio 2006, ore 20:30 24ª giornata | Cremonese             | 0 – 0 | AlbinoLeffe | Stadio Giovanni Zini\| Arbitro: \| Squillace (Catanzaro) \| |
| Arbitro:                                        | Squillace (Catanzaro) |       |             |                                                             |

| Bergamo 21 gennaio 2006, ore 16:00 25ª giornata | AlbinoLeffe      | 0 – 0 | Torino | Stadio Atleti Azzurri d'Italia\| Arbitro: \| Bertini (Arezzo) \| |
| Arbitro:                                        | Bertini (Arezzo) |       |        |                                                                  |

| Arbitro: | Romeo (Verona) |

|                    |           |             |
| Mignani 69’ (aut.) | Marcatori | 20’ Mignani |

| Arbitro: | Preschern (Mestre) |

|                |           |                                   |
| Campedelli 82’ | Marcatori | 86’ (aut.) Tamburini 90+1’ Poloni |

| Arbitro: | Herberg (Messina) |

|                         |           |                             |
| Minelli 25’ Testini 58’ | Marcatori | 75’ Miglionico 90+3’ Degano |

| Arbitro: | Squillace (Catanzaro) |

|                                        |           |  |
| Possanzini 30’ Bruno 49’ Milanetto 52’ | Marcatori |  |

| Arbitro: | Rosetti (Torino) |

|                         |           |                            |
| Poloni 45’ Regonesi 64’ | Marcatori | 4’, 49’ Zampagna 56’ Loria |

| Arbitro: | Giannoccaro (Lecce) |

|                         |           |                       |
| Vicari 39’ Rastelli 46’ | Marcatori | 25’ (rig.) Belingheri |

| Arbitro: | Marelli (Como) |

|  |           |              |
|  | Marcatori | 45’ Iacopino |

| Bergamo 18 marzo 2006, ore 16:00 33ª giornata | AlbinoLeffe     | 0 – 0 | Verona | Stadio Atleti Azzurri d'Italia\| Arbitro: \| Banti (Livorno) \| |
| Arbitro:                                      | Banti (Livorno) |       |        |                                                                 |

| Arbitro: | Cassarà (Palermo) |

|            |           |                                         |
| Corona 31’ | Marcatori | 45’ Salgado 55’ Belingheri 63’ Iacopino |

| Arbitro: | Bergonzi (Genova) |

|             |           |  |
| Joelson 76’ | Marcatori |  |

| Arbitro: | Ayroldi (Molfetta) |

|                            |           |                     |
| Mengoni 79’ Bracaletti 81’ | Marcatori | 43’, 90+4’ Regonesi |

| Arbitro: | Marelli (Como) |

|                           |           |  |
| Minelli 13’ Testini 45+3’ | Marcatori |  |

| Arbitro: | Saccani (Mantova) |

|                                             |           |  |
| Bellucci 19’ (rig.), 32’, 80’ Marazzina 44’ | Marcatori |  |

| Arbitro: | Rizzoli (Bologna) |

|                         |           |              |
| Salgado 22’ Joelson 29’ | Marcatori | 83’ Graziani |

| Vicenza 13 maggio 2006, ore 16:00 40ª giornata | Vicenza            | 0 – 0 | AlbinoLeffe | Stadio Romeo Menti\| Arbitro: \| Tombolini (Ancona) \| |
| Arbitro:                                       | Tombolini (Ancona) |       |             |                                                        |

| Arbitro: | Rizzoli (Bologna) |

|                                      |           |                               |
| Iacopino 73’ Minelli 78’ Joelson 84’ | Marcatori | 59’ Zeytulaev 67’ (rig.) Jeda |

| Arbitro: | Farina (Novi Ligure) |

|                          |           |              |
| Spinesi 15’ Del Core 54’ | Marcatori | 41’ N. Russo |

### Play-out
| Arbitro: | Ayroldi (Molfetta) |

|  |           |                          |
|  | Marcatori | 70’ Joelson 77’ Regonesi |

| Arbitro: | Rizzoli (Bologna) |

|                                  |           |                                  |
| N. Russo 65’ Regonesi 69’ (rig.) | Marcatori | 56’, 79’ Millesi 84’ Monticciolo |

### Coppa Italia
| Arbitro: | Romeo (Verona) |

|  |           |             |
|  | Marcatori | 45’ Joelson |

| Arbitro: | Gava (Conegliano) |

|                                      |           |                         |
| Trinchera 13’, 26’ Menolascina 90+3’ | Marcatori | 1’ Carobbio 67’ Joelson |